# تفشي مرض جدري النسناس 2022
في غضون ثلاثة أسابيع في مايو عام 2022، شُخصت مجموعة من حالات جدري النسناس (جدري القرود) في المملكة المتحدة، ثم إسبانيا والبرتغال بعد ذلك بوقت قصير، وسرعان ما تبين أنها تنتمي إلى حالة تفشٍ كبرى ومستمرة لمرض جدري النسناس. تم تأكيد الحالة الأولى المعترف بها في 6 مايو عام 2022، لمريض سافر سابقًا إلى نيجيريا، ولكن اتضح أن الحالات كانت تنتشر بالفعل في أوروبا في الأشهر السابقة.
اعتبارًا من 18 مايو فما بعد، أُبلغ عن تزايد عدد الحالات في مختلف البلدان والمناطق، غالبًا في أوروبا، ولكن أيضًا في أمريكا الشمالية والجنوبية وآسيا وشمال أفريقيا وأستراليا. تم تأكيد 793 حالة اعتبارًا من 2 يونيو.
كانت الأسابيع الأولى من تفشي المرض غير واضحة وطرحت مجموعة من التساؤلات، فقد كانت الزيادة السريعة في الحالات والتوزع الجغرافي لها غير مألوفة إطلاقًا بالنسبة لهذا المرض. أعربت التقييمات الأولية للسلطات الصحية عن توقع احتواء التفشي، وضعف تأثيرها على عموم السكان في البلدان المتضررة. أقر بيان أحدث «أنه قد يكون هناك انتقال غير مكتشف لبعض الوقت» ودعا إلى اتخاذ إجراءات عاجلة للحد من انتقال العدوى.
جدري النسناس هو عدوى فيروسية تظهر بعد أسبوع أو أسبوعين من التعرض وتتظاهر بحمى وأعراض أخرى غير محددة، ثم يحدث طفح جلدي قد يستمر لمدة أسبوعين قبل أن يختفي عادةً. في حالات العدوى قبل التفشي الحالية، توفي ما بين واحد وثلاثة أشخاص من بين مئة إصابة معروفة (بدون علاج). تكون الحالات عند الأطفال أكثر شدة.

## خلفية
يعد جدري النسناس مرضًا فيروسيًا معديًا يمكن أن يصيب البشر وبعض الحيوانات الأخرى. تشمل الأعراض البدئية الحمى والصداع وآلام العضلات والرعشة وآلام الظهر والشعور بالتعب الشديد. عادةً ما يظهر انتفاخ في الغدد اللمفاوية خلف الأذن أو أسفل الفك أو في الرقبة أو الفخذ. يتبع ذلك ظهور طفح جلدي مع بثور وتقشرات؛ غالبًا في الفم والوجه واليدين والقدمين والأعضاء التناسلية والعينين. يبلغ متوسط فترة الحضانة 12 يومًا؛ رغم أنها تتراوح ما بين 5-21 يومًا. تستمر الأعراض عادةً لفترة تتراوح من أسبوعين حتى أربعة أسابيع. قد تكون الحالات شديدة، خاصةً عند الأطفال أو النساء الحوامل أو الأشخاص المثبطين مناعيًا.
قد ينتقل جدري النسناس جراء التماس مع لحوم الأدغال، أو جراء عضة حيوان أو خدش، أو بالتماس مع سوائل الجسم، أو الأشياء الملوثة، أو مخالطة شخص مصاب. ينتشر الفيروس عادةً بين بعض أنواع القوارض. يمكن تأكيد التشخيص عن طريق فحص الآفة بحثًا عن الحمض النووي الريبوزي منقوص الأكسجين (دنا) للفيروس. قد يبدو المرض مشابهًا لجدري الماء.
يمكن أن يمنع لقاح الجدري العدوى بنسبة 85%. في عام 2019، تمت الموافقة على لقاح جدري النسناس، جينيوس، للبالغين في الولايات المتحدة. العلاج المعياري الحالي هو تيكوفورمات، وهو مضاد فيروسات مصمم خصيصًا لعلاج العدوى بفيروسات الأرثوبوكس مثل الجدري وجدري النسناس. تمت الموافقة على هذا العلاج لجدري النسناس في الاتحاد الأوروبي والولايات المتحدة. قد يكون استخدام سيدوفوفير أو برينسيدوفوفير مفيدًا أيضًا. تذكر التقارير أن خطر الوفاة، في حال عدم العلاج، يصل إلى 10-11% للفرع الحيوي من جدري النسناس المنتشر في منطقة حوض الكونغو (وسط أفريقيا).

### التأهب للطوارئ
في مارس 2021، قادت مبادرة التهديد النووي تمرينًا على الطاولة في مؤتمر ميونيخ للأمن لمحاكاة استجابات الصحة العامة الافتراضية لإطلاق سلالة قد تلاعب بها وراثيًا من جدري القردة.
في 23 يوليو 2022، أعلنت منظمة الصحة العالمية (WHO) أن تفشي مرض جدري القرود يمثل حالة طوارئ صحية عالمية حيث ارتفع عدد الحالات المصابة إلى أكثر من 17000 شخص.

### الحالات والوفيات في البلدان الأفريقية الموبوءة
نبهت المراكز الأفريقية لمكافحة الأمراض والوقاية منها العديد من أعضاء الاتحاد الأفريقي في مايو 2022 بشأن حالات الإصابة بجدري القرود. قال مدير مركز السيطرة على الأمراض في إفريقيا أحمد أوجويل، إن الكاميرون وجمهورية إفريقيا الوسطى وجمهورية الكونغو الديمقراطية ونيجيريا أبلغت عن 1405 حالة وبائية مع 62 حالة وفاة خلال أوائل عام 2022 إلى مايو 2022. معدل الوفيات في هذه البلدان الأفريقية الأربعة مجتمعة 4.4%.
في مقال نشر في The Conversation، أشار أيوالي توموري إلى أن عدد الإصابات بجدري القرود في نيجيريا حتى عام 2021 من المرجح ألا يبلغ عنه بشكل كافٍ لأن الكثير من السكان النيجيريين يتجنبون مرافق الرعاية الصحية بسبب الخوف من الإصابة بكوفيد-19. كان على مراقبة نيجيريا للأمراض المختلفة، بما في ذلك جدري القردة، التركيز على جائحة كوفيد-19 العالمي في عامي 2020 و2021، إذ فقد العديد من الحالات وأدى إلى انخفاض الإحصاءات الرسمية. كما أبلغت السلطات الصحية البريطانية عن أول حالة إصابة بجدري القرود في المملكة المتحدة في مايو 2022، أصدرت الحكومة النيجيرية معلومات وإحصاءات عامة عن الحالات المبلغ عنها والوفيات في البلاد. في تقرير 9 مايو 2022، ذكرت NCDC أنه قد تأكدت 230 حالة في 20 ولاية وإقليم العاصمة الفيدرالية بين عامي 2017 و2022. كانت ولاية ريفرز الأكثر تضررًا، تليها بايلسا ولاغوس. في الفترة من 2017 إلى 2022، أبلغ المركز الوطني لمكافحة الأمراض والوقاية منها عن ست وفيات في ست ولايات مختلفة، ما يجعل نسبة الوفيات بين الحالات تبلغ 3.3%. في 30 مايو، أبلغ عن أول حالة وفاة بسبب جدري القرود في نيجيريا خلال عام 2022؛ كانت آخر مرة تم الإبلاغ فيها عن حالة وفاة في البلاد من هذا المرض في عام 2019. في 20 يوليو 2022، ذكرت منظمة الصحة العالمية أنه كان هناك 5 وفيات في الدول الأفريقية الموبوءة أثناء تفشي المرض.

## التطعيم
قد توفر لقاحات الجدري التي تحتوي على الوقس مثل إمفانيكس (جينيوس) فعالية تبلغ 85% ضد جدري النسناس. يتم حساب مستوى الحماية هذا من الدراسات التي أجريت باستخدام لقاحات الجدري والتي اختُبرت في أواخر عام 1980 في إفريقيا. بدأت وكالة الأمن الصحي في المملكة المتحدة في استخدام إمفانيكس للوقاية بعد المخالطة الوثيقة مع حالات معروفة.
في 25 مايو، ذكر خبراء الأمراض من المعهد الوطني للأمراض المعدية في جنوب إفريقيا إنهم لا يرون حاجة للتطعيم الجماعي، لأنهم لا يعتقدون أن الحالات ستنتشر كما حدث في جائحة كوفيد-19 (فيروس كورونا).
ردًا على التفشي الحالي لجدري النسناس، ذكرت عدة بلدان أنها تشتري اللقاحات و/أو تطلق اللقاحات من المخزون الوطني. في مايو عام 2022، أعلنت كل من الولايات المتحدة وإسبانيا وألمانيا والمملكة المتحدة عن شراء لقاح ضد الجدري.
في 24 مايو، أكدت نائبة مدير مراكز السيطرة على الأمراض والوقاية منها، جينيفر ماكويستون، أن الولايات المتحدة ستطلق بعض إمدادات لقاح جينيوس من المخزون الوطني الاستراتيجي للأفراد «المعرضين لخطر كبير».

## الجوانب الاجتماعية
تهدف سلطات الصحة العامة إلى توجيه الموارد ونشر الوعي بين الفئات المتضررة، مع تجنب وصمة العار التي قد تثني الأفراد الذين يعانون من الأعراض أو المخالطين عن طلب المساعدة. أصدرت جماعات حقوق مجتمع الميم بيانات تنصح وسائل الإعلام بتجنب وصم الفئات المهمشة مثل الرجال الذين يمارسون الجنس مع رجال. في 22 مايو، حث برنامج الأمم المتحدة المشترك لمكافحة الإيدز الإعلاميين على تجنب وصم هذه الفئات من خلال اتباع نهج قائم على الأدلة، وأكد أن المرض يمكن أن يصيب أي شخص وأن الخطر لا يقتصر بأي شكل من الأشكال على الرجال الذين يمارسون الجنس مع رجال.
في 24 مايو، نشرت صحيفة واشنطن بوست مقالًا أشار إلى عدم وجود اهتمام عالمي سابق بالمرض عندما أصاب الأفارقة فقط، مقارنةً مع الاهتمام الذي وُجّه إليه عندما بدأت مجموعة قليلة من الحالات في الانتشار بين الدول الغربية. اعترض البعض أيضًا على الصور المستخدمة في التغطية الإعلامية للأمراض الخفيفة في أوروبا والتي ظهرت فيها حالات خطيرة بين الأفارقة ذوي البشرة الداكنة.

### معلومات مضللة
انتشرت المعلومات المضللة ونظريات المؤامرة عبر الإنترنت، بما في ذلك على موقع ويبو. في مقال نشرته هيئة الإذاعة البريطانية (بي بي سي) حول المعلومات المضللة المحيطة بتفشي مرض جدري النسناس، أشارت إلى أن حسابات وسائل التواصل الاجتماعي ومنافذ الأخبار من دول مختلفة بما في ذلك الصين وروسيا وأوكرانيا والولايات المتحدة كانت تروج لفكرة أن تفشي المرض كان ناتجًا عن تسريب من مختبر أو أن جدري النسناس استُخدم كسلاح بيولوجي. صرح معهد الحوار الاستراتيجي أن هذا الأمر يُعتبر «إحياء لانتشار مجموعة من المؤامرات المكررة ...»، في إشارة إلى نظريات المؤامرة المستخدمة في أثناء وباء كوفيد-19. أوضحت هيئة الإذاعة البريطانية أن التسلسل الجيني للفيروس، بقدر ما هو معروف، يعود إلى سلالة من غرب أفريقيا. في التقارير التي نُشرت من قبل سي إن إن البرتغال ونيوزويك، لوحظ أن مذيعين في التلفاز الحكومي الروسي، يفجيني بوبوف وأولغا سكابيفا، سخرا من البلدان التي أبلغت عن حالات الإصابة بجدرى النسناس، وبالإضافة إلى ذلك، لمح المذيعان إلى فكرة أن جميع البلدان التي أصيب فيها المثليون بجدري النسناس كانت ترسل أسلحة إلى أوكرانيا.